# Trafic de stupéfiants
Pour les articles homonymes, voir Trafic.
Pour l’article ayant un titre homophone, voir Traffic.

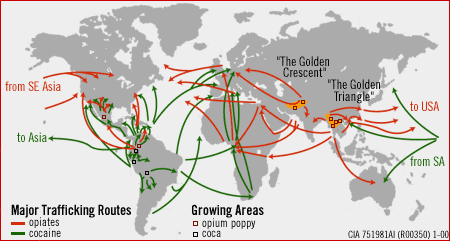
Carte de la CIA retraçant le parcours du trafic international de la drogue.

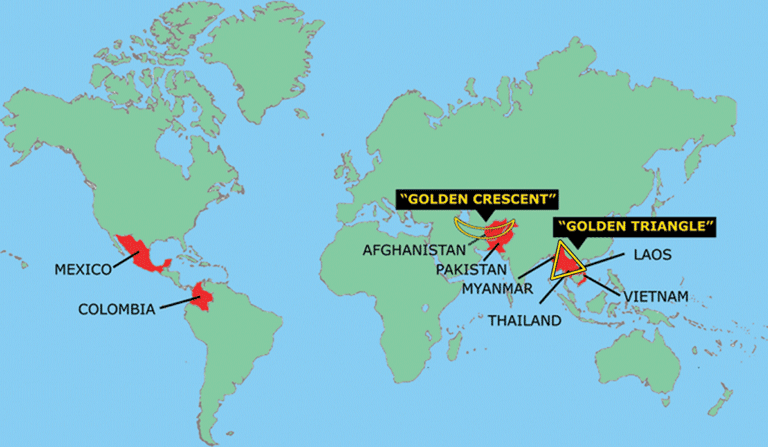
Principaux pays producteurs d'héroïne dans le monde (en rouge).

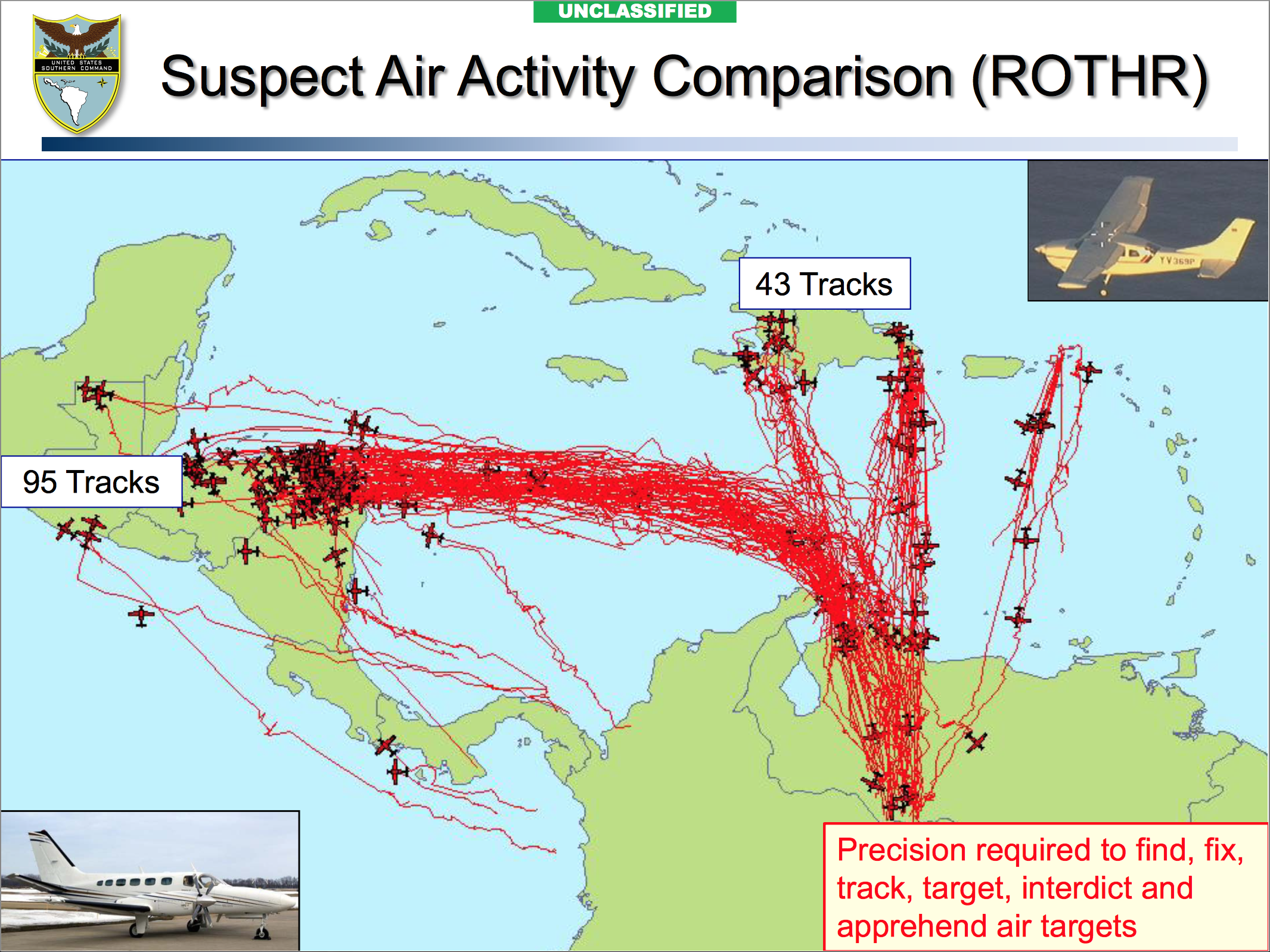
Routes aériennes du trafic de drogue surveillées par le US Southern Command.

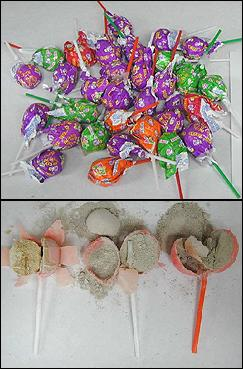
Sucettes servant à cacher de l’héroïne.

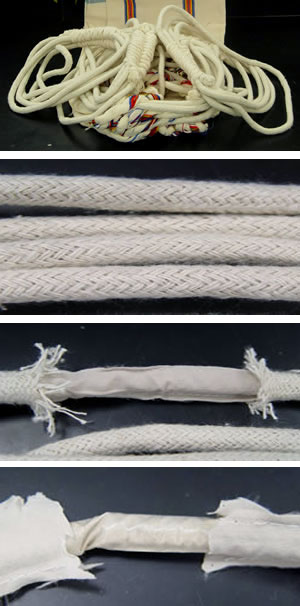
Cordes de hamac servant à cacher de l’héroïne.

Le trafic de stupéfiants, trafic de drogue ou narcotrafic (pour narcotique) est l'ensemble des échanges commerciaux illégaux de substances psychotropes réglementées par les différentes conventions de l’ONU (1961, 1971 et 1988).
Historiquement, le trafic de stupéfiants (drogue illicite) n’est apparu qu’après la mise en place des législations internationales au début du XXe siècle via les conventions internationales (Convention internationale de l'opium de 1912, de la SDN puis l’ONU), cependant le marché des produits psychotropes constitue depuis longtemps un marché considéré comme important comme en ont témoigné les guerres de l’opium par exemple.
Ce marché subit une explosion de la demande dans les pays riches dans les années 1970 ce qui va lui permettre de s’accroître. Dans les années 1990, ce marché prend une dimension géopolitique du fait de sa mondialisation.

## Structure de la pratique
Le trafic de stupéfiants concerne de nombreux corps de métiers : agriculture, chimie, négoce à l’exportation, logistique et transports, importation, gestion des stocks, distribution, marketing, blanchiment des capitaux. Il fonctionne globalement comme les autres marchés de matières premières sauf deux caractéristiques spécifiques : la prohibition et l’inélasticité de la demande aux prix, qui favorisent le maintien de prix élevés et donc des profits supérieurs à d’autres marchés rendant l’activité attractive.
Dans les pays développés, la segmentation du marché est croissante.
L’essentiel de ces revenus profitent au crime organisé dont les profits nécessitent des procédures de blanchiment d’argent. Il convient de préciser que le trafic de stupéfiants appartient à un ensemble de pratiques illégales (trafic d’armes, trafic de main-d’œuvre, etc.) permettant de financer le crime organisé.

### Production
Les paysans producteurs ne perçoivent qu’un faible pourcentage du revenu généré par ce trafic et pourtant malgré ce faible pourcentage, ces cultures restent plus rentables que les cultures légales. Ils sont exposés à des détections par satellites voire à des opérations militaires d’éradication.
Certains paysans se sont aussi spécialisés dans la première étape de l’extraction chimique (pâte-base de coca, morphine-base pour l’opium) dans le but d’augmenter leur profit toujours dans des objectifs de simple survie économique, même si dans l’immense majorité des cas la transformation a lieu dans un autre pays.
Les profits réalisés par les producteurs sont directement réinjectés dans l’économie sans passer par des procédures de blanchiment.

### Logistique et transport
La prise de valeur du produit augmente exponentiellement à chaque passage de frontière ; ainsi le produit ne commence véritablement à prendre de la valeur qu’après avoir quitté le pays producteur. Chaque passage de frontière impliquant d’acheter la route en payant des militaires ou des fonctionnaires corrompus, en payant les éventuelles taxes prélevées par les factions tenants la région et en payant aussi pour la logistique du transport en fonction du volume du chargement.
Le contrôle des routes est donc stratégique d’autant que les routes utilisées pour le transit des stupéfiants sont les mêmes depuis plusieurs siècles.
C’est généralement à ce niveau qu’interviennent les organisations criminelles qui vendent non seulement le produit transformé mais aussi le transport et les réseaux de distribution. C’est à ce niveau que se génèrent les plus gros profits qui nécessitent des procédures de blanchiment avant d’être réinjectés dans l’économie.

### Marketing
La nature illégale du marché impliquant que l’arrêt de l’activité n’est pas lié à un dépôt de bilan mais à la mort ou à la prison, les trafiquants sont poussés à une efficacité et à une innovation permanente.
Ainsi l’héroïne a complètement vu changer son image dans les années 1990 visant à s’affranchir de la vision négative et dévalorisante de l’usager-injecteur des années 1980 pour se consommer fumée ou inhalée et investir de nouveaux marchés.
De même, le crack a permis d’élargir le marché de la coca à un public plus large que le marché originel de la cocaïne dont l’image l’associait à un public élitiste.
Dans les pays développés, l’accélération des tendances qui favorise un renouvellement des produits se traduit notamment dans la diversité des logos présents sur les buvards de LSD ou sur les cachets d’ecstasy.

### Distribution au détail
La distribution est organisée en structure pyramidale. Les gros dealers, narcotrafiquants, s’occupent de transactions de plusieurs kilogrammes, alors que les petits dealers, revendeurs de rue souvent usagers eux-mêmes, s’occupent des transactions avec le consommateur final. Le trafiquant n’intervient pas dans le commerce de détail dit aussi « trafic de fourmis ».
La structure pyramidale du marché implique que le nombre de petits dealers est beaucoup plus élevé que le nombre de gros dealers.
Les profits réalisés par les petits dealers sont directement réinjectés dans l’économie locale sans passer par des procédures de blanchiment.
Certaines thèses avancent qu’il existe une agression par l’offre concernant certains produits induisant une forte addiction aboutissant à des rapports de type féodal entre l’usager-revendeur et le trafiquant poussant l’usager-revendeur à guetter toutes les occasions où proposer son produit.

### Blanchiment d’argent
Les capitaux en jeu sont considérés comme si importants que seul le système financier international permet de les légitimer ; les circuits de recyclage traditionnel (casinos, bars, commerces, etc.) seraient trop vite saturés.
Tant que l’argent n’est pas blanchi, les profits du trafiquant sont virtuels.
Le prix élevé payé par le consommateur final correspond à la différence entre gains réels et gains virtuels ; le consommateur final paye un coût réel qui inclut notamment les taxes de blanchiment. Ces taxes de blanchiment sont évaluées autour de 50 %.

### Le cas particulier des«drogues de synthèse»

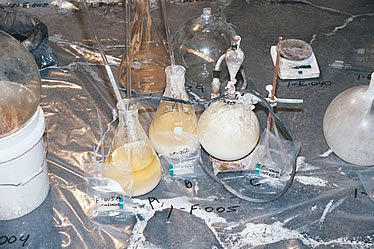
Saisie d’un laboratoire clandestin de fabrication de fentanyl, MDA et TMA.

Les « drogues de synthèse » présentent plusieurs avantages du point de vue des trafiquants :
- les laboratoires nécessaires à leur synthèse sont mobiles et discrets ; ils peuvent se déplacer et se monter le temps de satisfaire une commande ce qui présente aussi l’avantage de diminuer les intermédiaires en produisant directement à proximité du marché[1] ;
- les volumes sont plus faibles et baissent les coûts de logistique et de transport[1] tout en diminuant aussi le risque ;
- l’investissement de départ est faible – pas d'achat de matières premières onéreuses – relativement à la rentabilité[1].

Elles remettent en cause les notions de réseau habituellement propre au trafic de stupéfiants. Leur facilité d’accès via des détournements de médicaments (subutex), ou leur disponibilité via Internet, voire leur fabrication artisanale par l’usager rendent tout consommateur susceptible d’être aussi importateur, chimiste ou dealer créant ainsi de nombreux micro-trafics qui compliquent le travail des instances chargées de faire appliquer la loi.
L’intervention de la chimie permet de s’adapter aux réglementations en modifiant la structure des molécules afin de fabriquer des molécules aux effets proches et non soumises à réglementation. On parle de « designer drug ».
Le mode de consommation — absorption via un comprimé — ensuite est perçu comme plus anodin de la part des usagers qui ont donc moins de freins à consommer.

## Filières
Les filières sont différentes non seulement en fonction des produits mais aussi en fonction des régions du monde dont il est question. De plus, il convient de distinguer les pays producteurs, des pays transformateurs ainsi que des pays de transit.
Il convient de préciser que pour le cas du pavot à opium, de la coca et du cannabis, les pays producteurs sont des pays où ces plantes appartiennent au patrimoine culturel de populations locales minoritaires ou traitées comme telle. L’explosion de la demande pour ces produits dans les pays riches depuis les années 1970 a constitué un apport financier sans précédent pour des populations jusque-là déshéritées.

### Héroïne
Jusqu’au milieu des années 1970, les filières d’acheminement d’héroïne sont tenues par les marseillais de la « French Connection » qui s’approvisionnent en Turquie et la mafia italo-américaine héritière de Lucky Luciano. Après l’élimination de la « French Connection », c’est la filière asiatique qui reprend le marché avec la Turquie ou l’Albanie comme pays de transit.
En France, elle est remplacée dans les années 1980 par la filière nigérienne changeant ainsi de pays de transit mais pas de pays producteurs.
D’après l’OICS dans son rapport du 1er mars 2006, l’Afghanistan est le premier producteur mondial de pavot à opium (87 % de la production mondiale), 60 % du produit transite par l’Asie occidentale et 20 % par l’Asie centrale pour rejoindre ensuite essentiellement l’Europe mais aussi l’Amérique du Nord. Selon un rapport de l'Office des Nations unies contre la drogue et le crime (ONUDC) paru fin 2023, le Myanmar serait devenu en 2023 le premier producteur mondial de pavot à opium.
Mais c’est en Amérique du Sud notamment en Colombie qu’est produite et transformée près de 60 % de l’héroïne disponible sur le marché américain où elle entrerait en passant par le Mexique.
Une partie de la production licite de pavot à opium des indes est détournée pour le marché clandestin et transformée et consommée sur place.
Selon l'ONU, la production mondiale se monterait à 8 600 tonnes, en date de 2010.

### Cocaïne
Ces filières issues d’Amérique du Sud sont étroitement liées au jeu des pouvoirs politiques locaux : Manuel Noriega, les FARC, cartel de Medellín, cartel de Cali, le Sentier lumineux, le Mouvement révolutionnaire Tupac Amaru.
Toujours, selon l’OICS, l’essentiel de la cocaïne disponible dans le monde était jusqu'aux années 2000 produite en Colombie mais elle est transformée dans la plupart des pays d’Amérique du Sud. En Colombie, le trafic passe en particulier par le port de Buenaventura, sur la côte Pacifique, contrôlé par les paramilitaires. Les Caraïbes sont en effet plus surveillés (présence de la Joint InterAgency Task Force-South).
Elle transite ensuite soit par le couloir de l’Amérique centrale et du Mexique pour entrer aux États-Unis (92 % de la cocaïne introduite aux États-Unis) ; soit par l’Afrique occidentale (Guinée-Bissau, qualifiée de « narco-État » par l’Office contre la drogue et le crime des Nations unies, et où les trafiquants colombiens auraient assassiné le président João Bernardo Vieira et son chef d’état-major des armées, le général Tagmé Na Waié dans la nuit du 1er mars 2009) pour entrer en Europe par l’Espagne ou les Pays-Bas.
Le 29 février 2008, le secrétaire d’État adjoint chargé de la répression du trafic des stupéfiants américain, David T. Johnson (en), estimait que plus de 530 tonnes de cocaïne provenant d’Amérique latine passent chaque année aux États-Unis[réf. nécessaire].
Selon le rapport 2025 de l’Office des Nations unies contre la drogue et le crime, la production, les saisies et la consommation de cocaïne ont atteint de nouveaux sommets en 2023, faisant de la cocaïne le marché des drogues illicites connaissant la croissance la plus rapide au monde. La production illégale de cocaïne a fortement augmenté pour atteindre 3 708 tonnes, soit près de 34 % de plus qu'en 2022, tandis que les saisies mondiales de cocaïne avaient atteint un niveau record de 2 275 tonnes, soit une hausse de 68 % par rapport à la période 2019-2023.
La consommation de cocaïne, quant à elle, est passée de 17 millions de consommateurs en 2013 à 25 millions en 2023.

### Cannabis
L'Afrique reste probablement en 2016 le premier producteur mondial de cannabis ; la production au Maroc, plus particulièrement dans la région du Rif, alimente près de 80 % du marché européen, principalement en résine de cannabis.
Dans le cas de l’Amérique centrale, des Caraïbes, de l’Océanie et de l’Asie, l’essentiel de la production est consommé localement.
Il convient de souligner que le cannabis pousse à l’état sauvage dans plusieurs pays de l’Asie du Sud, notamment en Inde, au Népal et au Sri Lanka.
Ce sont les pays d’Asie occidentale qui servent de pays de transit vers l’Europe.

#### Statistiques en France
Les données de l'Office central pour la répression du trafic illicite des stupéfiants pour les années 1999-2008 sont les suivantes :
| Années | Résine nombre de saisies | Résine quantité saisie (kg) | Herbe nombre de saisies | Herbe quantité saisie (kg) |
| ------ | ------------------------ | --------------------------- | ----------------------- | -------------------------- |
| 1999   | 39 214                   | 52 176                      | 4 854                   | 3 382                      |
| 2000   | 43 987                   | 64 096                      | 5 839                   | 4 865                      |
| 2001   | 40 014                   | 48 710                      | 5 784                   | 3 922                      |
| 2002   | 48 945                   | 58 195                      | 7 417                   | 6 146                      |
| 2003   | 56 574                   | 78 374                      | 9 119                   | 3 997                      |
| 2004   | 63 728                   | 103 705                     | 10 208                  | 3 931                      |
| 2005   | 62 396                   | 83 470                      | 10 205                  | 3 062                      |
| 2006   | 57 848                   | 67 891                      | 10 201                  | 3 773                      |
| 2007   | 66 500                   | 34 182                      | 11 381                  | 3 047                      |
| 2008   | 85 096                   | 71 000                      | 12 074                  | 3 422                      |

Le nombre d'interpellations liées au cannabis a été d'environ 76 000 en 1999 et de 152 845 en 2008.

### Abus et détournement de médicaments
D’après l’OICS dans son rapport du 1er mars 2006, il reste toujours possible d’acheter différents stupéfiants et substances psychotropes licites mais réglementés par les différentes conventions de l’ONU soit directement en pharmacie sans ordonnance soit dans la rue, dans de nombreuses régions du monde, c’est le cas en Afrique, en Asie du Sud et en Asie occidentale. Par contre, la prévalence de la consommation d’un produit ou d’un autre est variable en fonction des régions (Afrique du Nord, abus de benzodiazépines ; Afrique australe, abus de comprimés amaigrissants, d’analgésiques et de benzodiazépines ; Asie occidentale, abus de benzodiazépines).
Malgré une distribution contrôlée, l’Europe continue d’avoir des problèmes d’abus de tranquillisants et de sédatifs et en Amérique du Nord, avec trois millions de consommateurs rien qu’aux États-Unis, c’est l’abus de tranquillisants, de stimulants et, dans une moindre mesure, de sédatifs qui posent problème.
Ces filières sont pour la plupart locales, avec un détournement du produit dans le pays où il est consommé.

### Amphétamine
D’après l’OICS dans son rapport du 1er mars 2006, le principal producteur et consommateur d’amphétamines est l’Europe (notamment les Pays-Bas, la Pologne et la Belgique), même si l’on sait, qu’il existe des productions alimentant la consommation locale en Afrique du Sud, Asie de l'Est, Asie du Sud-Est, Océanie.

### MDMA ou Ecstasy
D’après l’OICS dans son rapport du 1er mars 2006, 80 % du MDMA consommé dans le monde provient de laboratoires clandestins européens et l’Europe compte à elle seule pour 1/3 de la consommation mondiale.
Le produit transite par différentes filières pour rejoindre l’Afrique du Sud, l’Asie, les Amériques et l’Océanie.
L’Amérique centrale et les Caraïbes servent de pays de transit entre l’Europe et les États-Unis.

### Méthamphétamine
D’après l’OICS dans son rapport du 1er mars 2006, l’Asie de l'Est et l’Asie du Sud-Est produisent et abusent de la méthamphétamine, la Chine et les Philippines étant comptées comme de grosses productrices et l’Océanie semblant devenir une région de transit.
En Europe, la fabrication et l’usage restent limités à quelques pays comme la République tchèque et à certains des États baltes.
Il est aussi question d’une production principalement limitée à l’usage local en Afrique du Sud.

### Filières locales
L’Inde reste le principal producteur illicite de méthaqualone (un sédatif), mais le produit transite ensuite jusqu’en Afrique du Sud qui en reste le plus grand consommateur.
D’autres produits font l’objet d’un trafic anecdotique et qui ne dépassent généralement pas le cadre local.
Ainsi, le LSD semble être encore consommé en Asie de l'Est et Asie du Sud-Est, alors que partout ailleurs sa consommation passe pour devenir anecdotique.
Les consommations de GHB et de GBL augmentent de façon significative en Nouvelle-Zélande.
Le trafic des champignons hallucinogènes reste marginal et local.

## Trafic de drogue par pays

### Syrie
Le gouvernement baasiste de Syrie dirigé par la Famille el-Assad est connu pour son implication massive dans le trafic de drogue depuis les années 1970 jusqu'en 2024. À partir des années de 2010-2020, au cours de la guerre civile syrienne, le régime syrien augmente sa production jusqu'à en faire son premier produit d'exportation, soit le plus important trafic de drogue au monde, représentant plusieurs milliards de dollars, principalement axé sur une drogue illégale connue sous le nom de captagon, ce qui en fait, en 2022, le plus grand narco-État au monde. Le régime d'Assad parraine le plus grand réseau de production de captagon en Syrie ; qui est la source d'environ 80% de l'approvisionnement total en captagon dans le monde.
[Information douteuse]
En juin 2023, une enquête conjointe menée par le projet de rapport sur le crime organisé et la corruption et BBC Arabic publie un documentaire révélant plus de détails sur les activités de hauts responsables du régime, de commandants militaires et de membres de la famille Assad dans leur implication dans le cartel de la drogue en Syrie, en particulier Maher el-Assad, dirigeant de la 4e division blindée et frère de Bachar el-Assad.
En juillet 2023, la police allemande démantèle en Bavière, dans le sud de l'Allemagne, un important réseau de trafic de captagon dirigé par deux hommes nés en Syrie.

### Europe

#### Balkans occidentaux
Le réseau mondial de drogues a assisté à l'émergence de groupes criminels des Balkans occidentaux en tant que joueurs cruciaux depuis le début du XXIe siècle. Ces groupes sont passés de petits escrocs à de petits titres à des distributeurs de médicaments. La plupart de ces groupes de criminalité organisés appartenaient à l'Albanie, à la Bosnie et à Herzégovine, au Kosovo, au Monténégro, a la Macédoine du Nord et de la Serbie. Les activités commerciales illicites des Balkans impliquaient principalement l'Amérique latine, l'Europe occidentale, l'Afrique du Sud, l'Australie et la Turquie. Cependant, les patrons des groupes criminels organisés restent et conservent leur richesse aux Émirats arabes unis. Selon les analystes, les acteurs criminels du monde entier opèrent depuis ou par le biais des Émirats. C'était un paradis pour les criminels, où le risque d'activités illicites reste faible,. La recherche a révélé que ces criminels ont investi d'énormes quantités dans les secteurs immobiliers et autres secteurs économiques des Émirats.Un trafiquant de cocaïne de Bosnie, Edin Gačanin vivait aux ÉAU en utilisant ses profits importants pour acheter des biens et une protection dans le pays. En outre, trois ressortissants Belges d'origine marocaine dont le baron de la drogue Othman EL Baloutti ont été accusés d'avoir dirigé une énorme filière de contrebande de cocaïne, cachée à Dubaï, ont été frappées par des sanctions américaines similaires imposées au gang du crime irlandais.

#### France
- Novembre 2006 : une saisie record est réalisée par la marine nationale qui intercepte 4,3 tonnes de cocaïne dans un cargo panaméen, au large de la Martinique.
- Été 2008 : 28 kg de cocaïne sont découverts à l’intérieur d’une Chevrolet 1962 de collection en provenance de Bolivie[23].
- Mai 2009 : 584 kg de cocaïne sont découverts à l’intérieur d’un poids lourd venant d’Espagne.
- 20 septembre 2013 : 1,382 tonne de cocaïne est saisie par la Police Nationale dans un vol Air France en provenance de Caracas (Venezuela). Il s'agit de la plus importante saisie de cocaïne en France métropolitaine dans le cadre d'une procédure judiciaire.
- 15 avril 2015 : une saisie douanière de 2,25 tonnes de cocaïne, retrouvées dans un voilier, au large de la Martinique.

- L'INSEE estime en 2017 qu'en France le trafic de drogues représente 0,12 % du PIB, avec une consommation totalisant 3,1 milliards d'euros[24].

En 2021, les saisies de stupéfiants connaissent un niveau historiquement élevé,  96 tonnes de cannabis, 23 de cocaïne et 1,2 d’héroïne.
En 2022, 27,7 tonnes de cocaïne ont été interceptées dont 55 % provenaient des Antilles et de Guyane, zone de transit avant d’arriver en métropole.
Début 2024, plus de 8 tonnes de cocaïne sont saisies au large des Antilles lors quatre interventions menées par la marine nationale dans les eaux internationales. Onze personnes ont été mises en causes et incarcées.

### Mexique
La corruption au Mexique a contribué à la domination des cartels mexicains dans le commerce illicite de la drogue. Depuis le début du XXe siècle, l'environnement politique mexicain a permis la croissance des activités liées à la drogue.
Selon une enquête du Monde, Dubaï est au cœur de la stratégie de certains cartels de la drogue mexicaine. Ce havre fiscal sert de centre de blanchiment d'argent pour le produit de la vente de stupéfiants, comme le Fentanyl. En 2022, cet analgésique aux effets 100 fois supérieurs à ceux de la morphine aurait coûté la vie à au moins 110 000 personnes aux États-Unis.

### Amérique du Sud

#### Équateur
L'Équateur est devenu point important d'export de drogue. En 2023 en Europe, l’Équateur fait partie des cinq pays d'où proviennent les plus importantes prises de drogues. Cette évolution est liée aux changements politiques en Colombie et la lutte contre la drogue dans ce pays, faisant de l’Équateur un pays repli pour le trafic. 

### Amérique du Nord

#### États-Unis
Les effets du trafic de drogues illégales aux États-Unis peuvent être observés dans une gamme d'aspects politiques, économiques et sociaux. L'augmentation de la violence liée à la drogue peut être liée à la tension raciale qui a surgi à la fin du XXe siècle ainsi qu'aux bouleversements politiques qui ont prévalu tout au long des années 1960 et 1970.

#### Canada
Depuis les années 1990, le Canada est confronté à une « crise des surdoses » pouvant être divisée en plusieurs périodes : 
- De la fin des années 1990 à 2010 : recours excessif aux prescriptions d'opioïdes, exposant un grand nombre de Canadiens à des médicaments présentant un potentiel élevé de consommation à haut risque.
- De 2010 à 2015 : hausse du détournement et de la production illégale d'opioïdes.
- De 2015 à 2020 : augmentation importante de la consommation d'opioïdes synthétiques et de leurs analogues (dont le fentanyl). Depuis le début des années 2020, la consommation de substances illicites est marquée par la prévalence du fentanyl, qui dominerait actuellement le marché des drogues illégales au Canada et entraînant de facto une augmentation des taux de mortalité.[32]

Les données nationales canadiennes montrent que 38 514 décès apparemment liés à une intoxication aux opioïdes ont eu lieu entre janvier 2016 et mars 2023. La consommation de substances illégales a également des répercussions économiques en raison de la perte de productivité associée aux décès prématurés et aux absences du travail, qui auraient coûté 22,4 milliards de dollars en 2020. L'application des lois sur la consommation de substances aurait quant à elle coûté 10,0 milliards de dollars au système de justice pénale du Canada en 2020.

## Conséquences

### Écologiques
Les cultures illicites posent des problèmes équivalent à ceux de la monoculture mais, du fait de leur caractère illégal, elles se pratiquent souvent dans des zones originellement boisées ou fragiles écologiquement qui sont cultivées intensivement jusqu’à épuisement des éléments nutritifs du sol. De plus, ces cultures intensives utilisent largement herbicides, pesticides et engrais pour augmenter la rentabilité.
Lorsque les sols sont épuisés, un brûlis permet de gagner de nouvelles terres sur la forêt.
Outre la culture se pose aussi le problème de la transformation (cocaïne, héroïne) nécessitant l’usage de produits chimiques toxiques généralement rejetés dans l’environnement sans précaution.
Si l’impact écologique de ces cultures ne doit pas être ignoré, il ne représente qu’une infime incidence des activités agricoles humaines.

### Économiques
L'auteur Antonio Maria Costa avance que la part de financement issu du trafic de stupéfiants dans l’économie mondiale est si importante qu’elle sera à l’origine d’une crise financière majeure qui témoignera de la gestion mafieuse du système économique des sociétés contemporaines. Il considère les krachs mexicains de 1995 et 1998, la crise en Russie ou la crise financière du Japon de la fin des années 1990 comme des signes annonciateurs.

### Politiques
L’actuelle politique internationale en termes de prohibition des drogues entraîne l’existence d’un marché illicite produisant d’énormes profits créant des liens étroits entre instabilité politique, corruption, criminalité, pauvreté, exploitation et production de stupéfiants (mafia italienne, cartel colombien, triades chinoises, marché noir, financement du terrorisme, etc.).

### Sanitaires
L’usage de produits de coupe visant à allonger le produit final afin d’en tirer plus de profits induit des risques sanitaires pouvant aller jusqu’à la mort (intoxication avec des produits plus nocifs, mélange de molécules incompatibles par ignorance de leur présence ou de leur réactivité, etc.).

## Lutte contre le trafic de stupéfiants

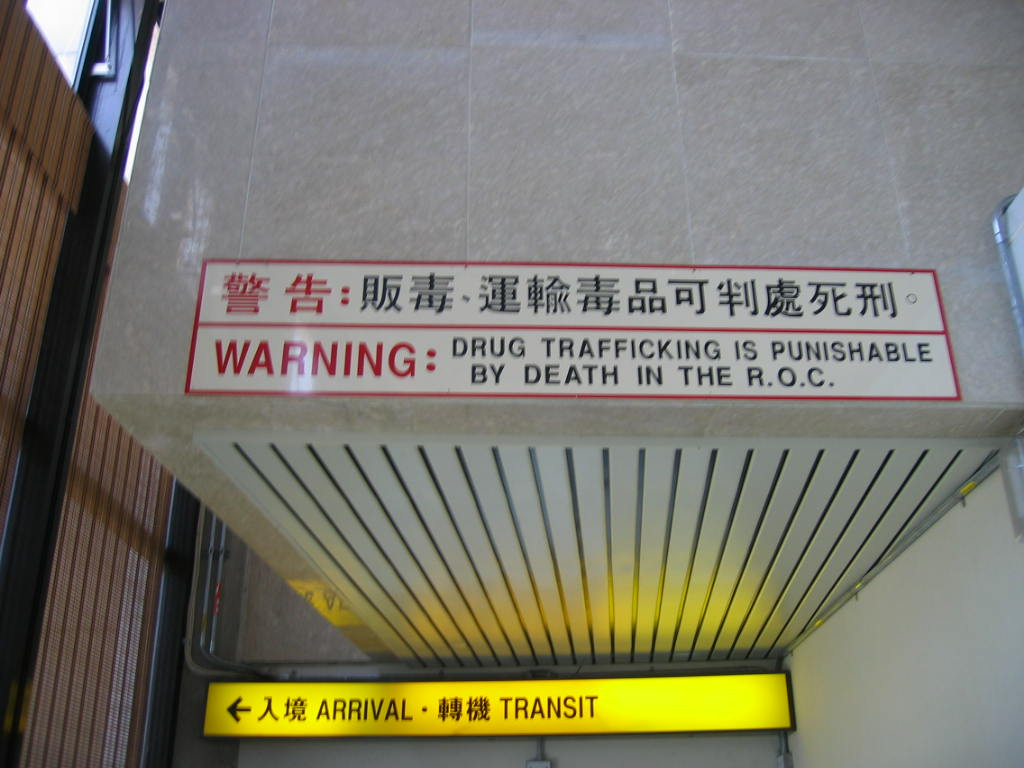
Le trafic de stupéfiants est puni de mort dans certains pays.

Interpol permet une coopération internationale notamment pour des services de police comme l’Office central pour la répression du trafic illicite des stupéfiants (OCRTIS) dont dépend la brigade des stupéfiants en France.
Sur le terrain, les frontières sont protégées par les services des douanes avec l’aide par exemple de chiens.
Des accords internationaux, tels que l'accord de San José (2003) pour la région des Caraïbes, facilitent la coopération et la communication entre États en vue de la répression du trafic illicite maritime et aérien de stupéfiants.
Depuis le début des années 2020, afin de lutter contre la crise des surdoses d’opioïdes qui touche leurs pays, plusieurs états nord-américains ont mis en place un ensemble de partenariats, dont l'objectif est d'accentuer les collaborations et la coordination entre les différents services concernés par la lutte contre les produits stupéfiants. Les Etats-Unis et le Canada sont ainsi engagé dans un « Plan d'action conjoint canado-américain sur les opioïdes », ainsi que dans un « Forum sur la criminalité transfrontalière Canada–États-Unis ». Le Mexique s'associe à ces deux pays au sein du « Comité nord-américain trilatéral sur le fentanyl ».

### Organes de lutte
L’Organisation des Nations unies s’est dotée d’un dispositif de lutte via quatre organismes chargés de contrôler le respect des conventions (1961, 1971 et 1988) réglementant les stupéfiants et leurs précurseurs.
- La division des stupéfiants chargée de la coordination des programmes internationaux de lutte contre le trafic, de la vérification de l’application des traités internationaux, de l’information technique à destination des pays en voie de développement et de la gestion des échanges entre les polices mondiales dans le cadre des méthodes de lutte antidrogue.
- Le Fonds des Nations unies pour la lutte contre l’abus des drogues (FNULAD) qui aide les gouvernements à combattre la production, le trafic et l’usage de stupéfiants.
- L'Organe international de contrôle des stupéfiants (OICS) est chargé de réduire la production mondiale de stupéfiants tout en veillant à l’approvisionnement du monde scientifique.
- La Commission des stupéfiants, qui centralise toutes les informations relatives au trafic de stupéfiants afin de définir les politiques de lutte contre le trafic international.

Lors de l'assemblée générale exceptionnelle consacrée aux drogues (UNGASS) en 1998, l’ONU avait annoncé l’éradication des cultures de pavot et de coca et une réduction considérable de celles de cannabis en 2008. Si en 2003, la Commission des stupéfiants évaluait ce programme comme étant à mi-parcours, de nombreux experts s’accordent à dire que ces objectifs ne seront pas atteints.
Ces organes sont relayés par d’autres organismes comme le comité européen de lutte antidrogue, eux-mêmes relayés sur le plan national.
- États-Unis : Drug Enforcement Administration (DEA) ;
- France : Délégation générale à la lutte contre la drogue et la toxicomanie (DGLDT) ;
- Espagne : Unidad de Droga y Crimen Organizado (UDYCO).

Les États-Unis, la France, les Pays-Bas, l’Espagne, le Venezuela et la Colombie coopèrent dans le cadre de la Joint InterAgency Task Force-South, une force opérationnelle militaire, basée à Key West, en Floride, chargée de surveiller le trafic aérien et maritime de stupéfiants.
En outre, parallèlement à la coopération policière et judiciaire en matière pénale effectuée dans le cadre du Troisième pilier de l’Union européenne, plusieurs États européens (dont l’Irlande, les Pays-Bas, l’Espagne, l’Italie, le Portugal, la France, le Royaume-Uni et l’Irlande du Nord) ont signé un accord, le 30 septembre 2007 à Lisbonne, visant à créer un centre opérationnel d’analyse du renseignement maritime pour les stupéfiants.

### Sanctions pénales
Ces activités font l’objet de réglementations nationales et internationales dont les peines vont de l’emprisonnement à la peine de mort en fonction des pays.

## Estimations
D’après l’Organisation mondiale de la santé, le trafic de stupéfiant est, en dollars, le troisième commerce en importance dans le monde derrière le pétrole et l’alimentation, juste avant celui des armes et des médicaments. Parallèlement, il entraîne une criminalité spécifique et ce commerce illicite crée des réseaux de type mafieux, avec leur contingent de guerres des gangs, de règlements de compte, etc.
Les estimations du chiffre d’affaires mondial de stupéfiants sont très variables étant donné la difficulté de cette estimation, mais la moyenne des estimations était de 400 milliards de dollars par an en 1995. Ce montant est pratiquement le double du chiffre d'affaires mondial de l’industrie pharmaceutique (233 milliards de dollars en 1993), et environ six fois le montant total de l’aide officielle au développement des pays pauvres (69 milliards de dollars en 1993). D’autres estimations - faite à partir d’estimations par produits - avancent un chiffre d’affaires entre 150 et 200 milliards de dollars par an.
En 2009, le ministre mexicain de la Sécurité publique déclare que le trafic de drogue aux États-Unis entraîne des gains annuels de 63 milliards de dollars. Le kilogramme de cocaïne se vend près de cinquante fois plus cher aux États-Unis et en Europe qu’en Colombie ou au Mexique, jusqu’à 97 400 dollars en Occident.
L’observatoire géopolitique des drogues estime que la répartition des revenus des stupéfiants dans le monde est la suivante :
- producteurs : 2 à 5 % ;
- transformateurs et intermédiaires nationaux : 15 % ;
- transporteurs et trafiquants internationaux : 26 % ;
- distributeurs dans les pays consommateurs : 54 %.

## Vocabulaire associé

### Dealer
Le terme « dealer » (ou « dealeur ») est un anglicisme pour désigner un vendeur de drogue, produits illicites ou dopants. Ce terme s’applique aux petits revendeurs de rue et pour de petites quantités de produits. Généralement consommateurs eux-mêmes, ils sont aussi qualifiés d’usagers-revendeurs.
Le terme « deal » désigne spécifiquement l’échange de marchandises entre le dealer et le consommateur.

### «Go fast»
Le « go fast » est le nom donné à une technique utilisée par les trafiquants qui consiste à utiliser deux (ou plus) voitures de grosse cylindrée, souvent volées, une voiture servant à transporter les stupéfiants, l’autre servant d’« éclaireur ». La puissance des véhicules visant à déjouer les tentatives d’interception des forces de l’ordre par la vitesse, d’où le nom de cette technique. Go Fast, un film français sorti en 2008, est basé sur cette pratique.
Le nom vient d'une technique similaire appliquée à des embarcations très puissantes et rapides, souvent équipées de plusieurs moteurs, pour, par exemple, acheminer vers l'Europe la résine de cannabis en provenance d'Afrique du Nord (en Méditerranée) ou la cocaïne d'Amérique du Sud vers les États-Unis (mer des Caraïbes).

### Mule
Le terme mule s’applique aux passeurs de stupéfiant, qui traversent les frontières, en les transportant.

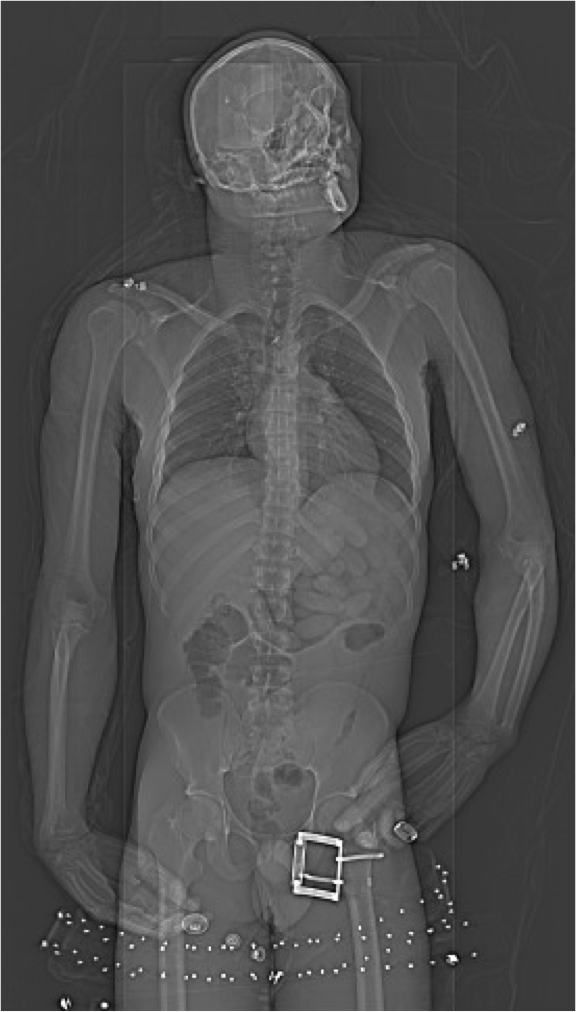
Scanner post-mortem (reconstruction 2D) dans une surdose chez un transporteur intracorporel de cocaïne (mule). Présence de 59 capsules dans l'estomac.

Les mules ne savent pas toujours forcément qu’elles transportent des stupéfiants, parfois le produit est introduit dans leurs bagages à leur insu.
De nombreuses méthodes existent pour tenter de passer les produits en les camouflant des façons les plus diverses, une des plus impressionnantes étant celle où les produits sont transportés dans le système digestif. Les stupéfiants sont conditionnés en petits sacs étanches et ces petits sacs sont ensuite gobés par la mule. Les douaniers ont dû mettre en place de nouveaux systèmes de détection contre ce trafic, comme notamment la prise de radiographies ou la surveillance des passagers (une mule ne s’alimentera pas et ne boira pas pendant le voyage). Il arrive régulièrement qu’un des sacs se rompt sous l’effet des sucs gastriques ou du fait d'un emballage défectueux, entraînant éventuellement la mort de la mule par surdose,. Les films Maria, pleine de grâce et Lucy y sont consacrés.

### Narcotrafiquant
Le terme narcotrafiquant est un néologisme pour désigner un trafiquant de drogue, produits illicites ou dopants. Ce terme s’applique notamment aux barons des cartels comme le cartel de Medellín, qui impliquent de grandes quantités de produits ou une dimension internationale dans les échanges commerciaux illégaux.
De par la nature illicite des produits vendus, cette activité est illégale dans la plupart des pays du monde.

## Filmographie
Le trafic de stupéfiant, aussi bien par des criminels que des policiers corrompus ou des amateurs, est présent sur le grand et le petit écran dès le début de ces médias.

## Documentaire
2020 : Histoire du trafic de drogue réalisé par Julie Lerat et Christophe Bouquet.